# Xã Benton, Quận Hodgeman, Kansas
Xã Benton (tiếng Anh: Benton Township) là một xã thuộc quận Hodgeman, tiểu bang Kansas, Hoa Kỳ. Năm 2010, dân số của xã này là 36 người.